# Librogame

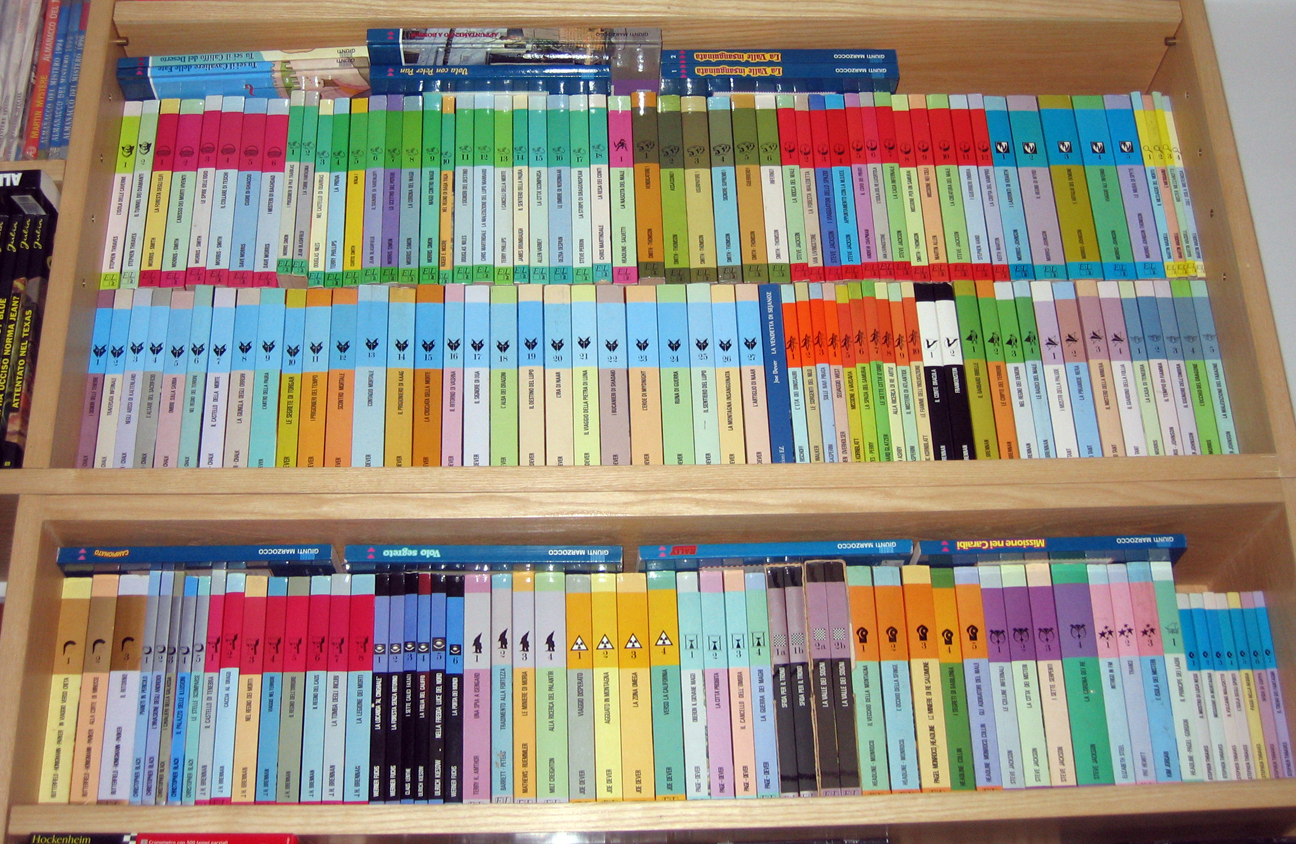
Una collezione di librogame

Un librogame, o anche libro-gioco, è un'opera narrativa che invece di essere letta linearmente dall'inizio alla fine, offre al lettore la possibilità di partecipare attivamente alla storia, decidendo tra alcune possibili alternative, mediante l'uso di paragrafi o pagine numerate. Lettori diversi (o la stessa persona in occasione di una rilettura) potranno compiere scelte diverse e ciò condizionerà lo svolgimento e la fine della trama intervenendo così nella profondità degli eventi. Pertanto, anziché parlare di "genere" riferito al librogame, è più corretto parlare di "stile". In alcuni libri-gioco è presente anche l'elemento aleatorio, con alcuni nodi della trama che possono essere risolti da un lancio di dadi. Il genere fu principalmente popolare negli anni 1980.

## Descrizione
Normalmente un librogioco si presenta come un libro diviso in sezioni numerate (paragrafi) che terminano con una serie di opzioni che presentano le scelte che il lettore può prendere in quel punto; ad ogni opzione corrisponde il numero del paragrafo con cui si dovrà proseguire la lettura. Il lettore raggiunge infine un paragrafo conclusivo che porta a termine la storia. Nella maggior parte dei librigioco solo uno dei paragrafi si conclude con il "successo" del giocatore, mentre i restanti finali consistono in un "fallimento" o in un successo parziale.
I librigioco sono di solito scritti in seconda persona, con il lettore che assume il ruolo di un personaggio, con un meccanismo simile a quello dei giochi di ruolo con la significativa differenza che si ha meno libertà di scelta e si gioca generalmente da soli. Alcune serie permettono di giocare in più di una persona in quanto le decisioni possono essere prese di comune accordo. Per superare il limite di un solo giocatore sono state pubblicate serie che permettono di giocare in gruppo (come Blood Sword) o con due volumi distinti, per gestire due personaggi diversi (Faccia a faccia). Normalmente sono pubblicati in serie di diversi libri, che possono essere racconti a sé stanti o costruire un arco narrativo che prosegue da un volume al successivo.
Esistono principalmente tre tipi di librigioco.
Racconti a biviIl lettore deve prendere delle scelte, il cui esito determina il finale più o meno positivo. L'elemento aleatorio non è presente. Per esempio  Choose Your Own Adventure.
Moduli di avventura in solitario per un gioco di ruoloCombinano i romanzi a bivi con le regole di un gioco di ruolo, permette di giocare un'avventura senza un dungeon master. È comunque richiesto l'acquisto del manuale del gioco di ruolo su cui l'avventura è basata. Esempi di questo tipo sono i librigioco per Tunnel e Troll o quelli per GURPS.
Librogioco d'avventuraCombinano i romanzi a bivi con un regolamento semplice incluso con ogni libro. Il regolamento di gioco spesso include delle scelte pre-gioco (quali ad esempio la determinazione di attributi specifici), o la determinazione di caratteristiche generate con un meccanismo aleatorio, tipicamente il lancio di dadi. Durante l'avventura possono verificarsi dei combattimenti, il cui esito può essere più o meno fortemente caratterizzato da elementi casuali. Un esempio di questo tipo sono i racconti della serie Fighting Fantasy, dalla quale è stata tratta la serie italiana Dimensione avventura e quella di Lupo Solitario.
In molti casi il librogioco si è evoluto dalla sua forma originaria e si è avvicinato sempre di più allo schema del gioco di ruolo. Il giocatore gestisce a volte un personaggio (o una serie di personaggi) che possiede certe abilità riassunte in una scheda all'inizio del libro. Tale personaggio, durante la lettura del libro, può incontrare dei nemici, dei mostri o altre entità con cui si può scontrare. La risoluzione del combattimento comprende il lancio di dadi o un altro meccanismo aleatorio, per determinare il danno subito dal personaggio e quello inflitto all'avversario. A seconda del punteggio realizzato l'avversario può essere sconfitto, ucciso o temporaneamente neutralizzato oppure il protagonista può soccombere e in questo caso il giocatore perde la partita.
Al posto di dadi veri molti librogame presentano due dadi nell'angolo di ogni pagina: il tiro si effettua aprendo una pagina a caso del libro. Un altro meccanismo alternativo ai dadi è la presenza di una o più pagine in cui ci sono dei numeri sparsi in modo casuale sul foglio. Il lancio del dado viene simulato puntando una matita ad occhi chiusi su un punto casuale del foglio e scegliendo il valore su cui la matita si è posata. Questo genere di pagine sono state rese famose dalla serie Lupo Solitario con il nome di "Tabelle del destino".

### Visual picture gamebook
Una variante di librogioco sono i visual picture gamebook ("librigioco visuali" o "librigioco ad immagini") nati con la serie Ace of Aces (1980) di Alfred Leonardi. Invece di narrare una storia permettono a due giocatori di giocare un duello tra due aerei da caccia o altri mezzi volanti. I giocatori scelgono una mossa tra quelle disponibili sulla pagina in cui si trovano e la annunciano contemporaneamente, ognuno incrocia la propria mossa con quella dell'avversario, determinando gli eventuali danni subiti e la nuova pagina a cui andare.
Il sistema di gioco incontrò un certo successo e vennero pubblicati altri libri che usavano lo stesso sistema per simulare duelli tra guerrieri fantasy (Lost Worlds) o pistoleri del Far West (Bounty Hunter).

### Fumettogame
Sin dagli anni '80 e ancor più a partire dal 2007 con i volumi della Makaka, hanno preso piede anche i fumettogame, ovvero fumetti o graphic novel dove il lettore può scegliere in quale ballon dirigersi, tra i differenti proposti.

## Argomenti
La trama dei librigame è più spesso di genere fantasy, ma ne esistono anche di tema storico, fantascientifico e horror; è comunque possibile trovarne di tutti i generi fra cui il giallo, il mitologico, lo spionistico, lo sportivo, i saggi, il pulp, il thriller e il romanzo rosa .
Sono stati anche pubblicati diversi librogame di genere erotico. Nel 1994 il francese Dietro le porte (Derrière la porte) di Alina Reyes pubblicato in Francia dalla Pocket Books France e tradotto in italiano dalla Ugo Guanda Editore. Nel 2003 la Melcher Media pubblicò due "Choose-Your-Own-Erotic-Adventure" per l'etichetta Gotham Books della Penguin Books, tra cui Kathryn in the City di Mary Anne Mohanraj.

## Storia

### Pionieri e primi sviluppi (1940–1970)
Il formato del librogame venne ipotizzato ancora prima che venisse creato. Nel romanzo Esame dell'opera di Herbert Quain (Examen de la obra de Herbert Quain) (1941) dell'argentino Jorge Luis Borges compare un autore fittizio di romanzi, il cui romanzo è una storia in tre parti con due bivi narrativi, dando perciò nove possibili finali. In una sua opera successiva Il giardino dei sentieri che si biforcano (El jardín de senderos que se bifurcan) Borges descrive uno scrittore cinese che si ritira in isolamento per scrivere un libro e costruire un labirinto, con la particolarità che le cose si combinano per cui il romanzo fittizio è un racconto simile a un labirinto che il lettore deve ricostruire nell'ordine corretto, a differenza di un librogame moderno che spiega al lettore come essere letto.
I racconti con bivi emersero alla fine degli anni cinquanta, sebbene avessero scopi educativi, piuttosto che narrativi. L'idea di usare libri preparati in modo speciale per permettere allo studente di imparare senza un insegnante viene accreditato allo psicologo comportamentale statunitense B. F. Skinner. La materia da apprendere viene suddivisa in frame ("quadri formativi") distinti. Al termine di ognuno lo studente deve scegliere una risposta tra scelte multiple. La risposta corretta rimanda al frame successivo, quelle errate a una pagina che spiega qual è stato l'errore e che lo indirizza verso la risposta corretta. La sequenza di apprendimento è pertanto lineare, ma il ritmo di apprendimento dipende dalle capacità dello studente.
La serie di libri interattivi TutorText pubblicata nel Regno Unito e negli Stati Uniti tra il 1958 e il 1972, usa questo metodo per insegnare una vasta varietà di argomenti a un'udienza normale. Questi libri furono riconosciuti da Steve Jackson e Ian Livingstone come un'influenza sullo sviluppo dei loro librogame.
È difficile stabilire con precisione il tempo e luogo della nascita dei librogame narrativi, dato che ci furono sviluppi paralleli in diverse lingue e nazioni. Ignorando i libri di apprendimento programmato, l'idea di usare questo formato con scopi letterari sembra essere stato motivato da un aumento di interesse per la sperimentazione letteraria negli anni sessanta. Il gruppo sperimentale francese OuLiPo ("Ouvroir de Littérature Potentielle", "officina di letteratura potenziale") discusse del formato dei librogame con il nome di "letteratura ad albero". L'idea venne proposta inizialmente da François Le Lionnais che ipotizzava un racconto giallo, ma venne implementata da Raymond Queneau nella storia breve Un conte à votre façon. Due altri membri del gruppo Oulipo, Paul Fournel e Jean-Pierre Énard applicarono l'idea al teatro, nell'opera The Theater Tree: A Combinatory Play
Un altro dei primi esempi di sperimentazione della narrativi a bivi sono i lavori dello statunitense John Sladek, che pubblicò sul numero di novembre 1969 di su New Worlds la storia breve Alien Territory (1969), suddivisa in 36 paragrafi collegati da frecce.
Quasi nello stesso periodo ci furono altri primi sviluppi intesi come divertimento di massa, per esempio il libro Lucky Les: The Adventures of a Cat of Five Tales (1967) di E.W. Hildick permette al lettore di determinare il fato di un gatto facendo delle scelte e spostandosi alla pagina corrispondente alla scelta. Un altro dei primi esempi fu lo svedese Den mystiska påsen (1970) di Betty Orr-Nilsson, un racconto sul furto di alcune gemme. Nel 1971, in Italia Gianni Rodari pubblica Tante storie per giocare che raccoglie i racconti per bambini che narrava in una trasmissione radiofonica, in cui permetteva al pubblico di scegliere il finale.

### Diffusione ed età d'oro (anni settanta e ottanta)

#### Racconti a bivi
La diffusione popolare dei librigame iniziò negli anni settanta, successivamente a diversi sviluppi nei paesi anglofoni. Nel Regno Unito venne pubblicata tra il 1972 e il 1980 la serie di libri Tracker, probabilmente i primi librigame di narrativa pubblicati come serie. Complessivamente furono pubblicati dodici numeri, di vari generi, ed erano indirizzati a un pubblico di adolescenti.
L'autore statunitense Edward Packard sostiene di aver avuto l'idea di romanzi a bivi alla fine degli anni sessanta, mentre raccontava storie ai suoi tre bambini per farli addormentare. Scrisse il suo primo libro, Sugarcane Island nel 1969, ma venne pubblicato nel 1976, come primo libro della collana The Adventures of You della Vermont Crossroads Press, che pubblicò un unico altro libro nella collana, Journey Under the Sea di R. A. Montgomery.
Entrambi gli autori proposero allora l'idea di creare libri interattivi alla Bantam, che nel 1979 iniziò la pubblicazione della collana Choose Your Own Adventure (CYOA) iniziando con La caverna del tempo (The Cave of Time). La collana divenne immensamente popolare in tutto il mondo e numerosi titoli vennero tradotti in più di 25 lingue. In Italia venne parzialmente pubblicata dalla Arnoldo Mondadori Editore nella collana Scegli la tua avventura nel 1986. La serie raggiunse il suo picco di popolarità negli anni ottanta. Fu in questo periodo che la Bantam pubblicò diverse altre avventure interattive per sfruttare la popolarità di queste pubblicazioni (per esempio: Choose your Own Adventure for Younger Readers, Time Machine e Be An Interplanetary Spy). Diversi altri editori statunitensi pubblicarono proprie serie. Uno dei più popolari pare essere stata la TSR che pubblicò diversi romanzi basati sui propri giochi di ruolo, la sua serie più popolare fu Endless Quest, parzialmente tradotta in italiano dalla Garden Editoriale nel 1986. Un altro forte concorrente fu la Ballantine con la collana Find your Fate, che presentava avventure ambientate negli universi di Indiana Jones e James Bond. Numerose derivazioni di Choose your Own Adventure e serie concorrenti furono tradotte in altre lingue.
Negli anni ottanta i racconti a bivi cominciarono a diffondersi anche in altre nazioni, tra cui Spagna, Francia, il Regno Unito, Reunion, Cile e Danimarca. In alcune la pubblicazione di serie tradotte e originali iniziò diversi anni più tardi, per esempio i primi libri originali in Brasile. Edizioni tradotte di Choose your Own Adventure e altri libri occidentali comparvero nelle nazioni del blocco orientale solo dopo la caduta del socialismo reale.
Questo tipo di libro fu principalmente una forma di intrattenimento indirizzato ai bambini, comunque furono pubblicati anche libri con scopi parzialmente didattici (da serie di argomento storico, come la serie Time Machine a libri con temi religiosi come la collana Making Choices). Inoltre alcuni erano indirizzati ad adulti, variando da simulazioni di affari a libri erotici.

#### Avventure per giochi di ruolo in solitario
La prima di queste avventure ad essere pubblicate furono quelle basate sul regolamento di Tunnel e Troll, iniziando con il libro Buffalo Castle (1976) pubblicato dalla Flying Buffalo, complessivamente pubblicò 24 avventure in solitario nel periodo tra il 1976-1993, continuando a mantenerne diverse in stampa.. Alcuni di questi furono pubblicati in italiano dalla Arnoldo Mondadori nella collana Tunnel e Troll tra il 1988 e il 1989. Ebbero molto successo tra i giocatori di gioco di ruolo e diversi moduli furono pubblicati anche per altri giochi, come per esempio The Solo Dungeon per Dungeons & Dragons.
Un altro gioco di ruolo per cui furono pubblicati moduli in solitario fu The Fantasy Trip. Il primo di questi fu Death Test (1978). Complessivamente furono pubblicate otto avventure. Si distinguono per il fatto che richiedono l'uso di una mappa esagonale e di miniature per usare il sistema di movimento e combattimento.
Anche i giochi di ruolo in solitario ebbe un boom negli anni ottanta. Molti editori di giochi di ruolo pubblicarono avventure destinate a insegnare il sistema di gioco ai giocatori. Alcune pubblicarono linee di avventure in solitario per i propri giochi. Esempi di queste sono avventure per Dungeons & Dragons, GURPS, DC Heroes, Il richiamo di Cthulhu e per Uno sguardo nel buio (Das Schwarze Auge) in Germania. Diverse avventure in solitario comparvero frequentemente in riviste professionali di giochi di ruolo e furono tradotte in altre lingue.

#### Librigame di avventura
La serie più popolare fu probabilmente Fighting Fantasy, pubblicata parzialmente nella collana Dimensione avventura. Il primo libro della serie, Lo stregone della montagna infuocata (The Warlock of Firetop Mountain) di Ian Livingstnon e Steve Jackson fu pubblicato nel 1982 e seguito da oltre sessanta titoli, includendo diversi spinoff. I primi tre libri vendettero in Inghilterra 350 000 copie e complessivamente nel mondo sono stati venduti oltre 15 milioni di libri della linea, tradotti in 21 lingue. I librogame di avventura ebbero un boom di pubblicazioni negli anni ottanta, principalmente nel Regno Unito, negli Stati Uniti e in Francia. Serie britanniche come Fighting Fantasy e Lupo Solitario furono tradotte in molte lingue e divennero popolari in tutto il mondo.

### Dagli anni novanta in avanti
Per l'inizio degli anni novanta i librogame avevano perso gran parte della loro popolarità. Una delle cause spesso additate del declino, per quanto improbabile, è l'avvento dei videogiochi, che permettono di fare sostanzialmente tutto quello che permette un librogame, con l'aggiunta di effetti visivi e sonori e di una gestione automatica delle registrazioni da tenere.
Dopo la metà degli anni novanta sono stati pubblicati pochi nuovi librigame, tra le eccezioni degne di nota Life's Lottery (1999) di Kim Newman, un romanzo che può essere letto come un librogame e decidendo il destino del protagonista o linearmente, in cui il lettore apprende gradualmente che le varie sequenze del librogame sono le fantasticherie di una donna in coma che specula su come sarebbe stata la sua vita se fosse stata un uomo.
R. A. Montgomery iniziò a ripubblicare alcuni titoli Choose Your Own Adventure nel 2005, insieme a alcuni nuovi titoli. Nuovi libri e serie continuano a essere pubblicati in altre nazioni. Per esempio la collana 1000 Gefahren in Germania e Tú decides la aventura in Spagna.
Anche la produzione di avventure in solitario per i giochi di ruolo calò drammaticamente negli anni novanta, ma anche se in maniera più limitata nuove avventure vengono ancora prodotte per vari sistemi. Internet ha fornito un canale di distribuzione per le avventure in solitario e ne vengono pubblicate in formati elettronici sia commerciali, che gratuiti, come per esempio i moduli dalla Dark City Games per The Fantasy Trip.
Con il calo delle vendite negli anni novanta Terre leggendarie (Fabled Lands)  fu l'ultima principale serie britannica di librogame d'avventura. Negli anni 2000 i libri della serie Fighting Fantasy e di Lupo Solitario vennero ripubblicati con un limitato successo commerciale. Alcuni editori nel mondo continuano a pubblicare librigame di avventura, per esempio gli autori tedeschi Wolfgang Hohlbein e Markus Heitz, e il britannico Jonathan Green.
Dal 2017 si registra un ritorno del librogame, con nuovi editori impegnati nella pubblicazione di opere nuove e ripubblicazione di serie storiche.

### Al di fuori delle nazioni di lingua inglese
Nonostante il dominio delle traduzioni di libri inglesi, un considerevole numero di opere originali furono scritte anche in altre lingue, come in Francia (come per esempio la serie La Saga du Prêtre Jean).
Negli anni novanta, dopo la caduta dei regimi comunisti nell'Europa Orientale, il genere divenne molto popolare in Bulgaria per circa un decennio, sebbene in occidente avesse ormai passato il suo picco di popolarità. Mentre vennero tradotte le serie più conosciute come Choose Your Own Adventure e Fighting Fantasy, il periodo venne caratterizzato principalmente dall'opera di un alto numero di autori bulgari, alcuni dei quali molto produttivi e popolari. Poiché le case editrici bulgare credevano all'epoca che solo degli autori occidentali avrebbero potuto vendere, praticamente tutti gli autori bulgari usarono uno pseudonimo occidentale, una tradizione che rimase nonostante la vera nazionalità degli autori divenne ben presto chiara al pubblico. Un fenomeno simile, sebbene in scala ridotta si verificò in Ungheria, dove venne pubblicato un apprezzabile numero di librogame originali, la maggior parte dei quali sotto pseudonimo e con "titoli ufficiali" in inglese. Furono anche pubblicati diversi librogame nella Repubblica Ceca e in Russia. In Azerbaigian fu pubblicato il romanzo Open It's Me di Narmin Kamal, che poteva essere letto come 39 brevi storie sullo stesso protagonista o come un unico romanzo dall'inizio alla fine.

### In Italia
Escludendo occasionali esperimenti, come il sopracitato testo di Gianni Rodari, vennero pubblicati sporadicamente alcuni librigame, come Avventure nell'isola (1982) di Edward Packard, delle Nuove Edizioni Romane, che racconta le avventure di un naufrago, mentre Lo stregone della montagna infuocata di Steve Jackson e Ian Livingstone (Supernova 1985) è il primo librogame indirizzato a un pubblico di giovani e adulti. Ma furono pubblicazioni isolate che non ebbero un seguito.
I primi due librogame di autori italiani vengono pubblicati praticamente in contemporanea nel 1987, con i titoli In cerca di fortuna di Andrea Angiolino e Il presidente del consiglio sei tu di G&L.
È con la collana "Librogame" della Edizioni E. Elle (poi semplicemente "EL") di Trieste, sotto la direzione di Giulio Lughi che i librogame raggiungono una vasta notorietà in Italia, trasformandosi nell'arco di pochi anni in fenomeno editoriale di successo. La E. Elle pubblicò esclusivamente traduzioni di libri di autori stranieri, con una livrea uniformata in modo da innescare il più possibile nel compratore la tendenza al collezionismo. Il primo a essere pubblicato fu I Signori delle Tenebre (Flight from the Dark), il primo volume della serie Lupo Solitario, (Lone Wolf). Alcuni dei primi libri furono ristampati più volte con tirature di 50 000 copie per titolo. La E. Elle, dopo aver inventato e registrato il marchio "librogame", rimarrà largamente al comando del mercato nonostante i numerosi tentativi di concorrenza, tanto che "librogame" diventerà sinonimo di libro-gioco e, nell'uso corrente, questo termine continua spesso ad essere utilizzato erroneamente per indicare anche i prodotti dello stesso genere ma pubblicati da altri editori.
Come nel resto del mondo, anche in Italia il mercato dei librogame andò in crisi a metà degli anni novanta, di 34 serie, in Italia restò in vendita solo Lupo Solitario, in un'edizione con nuova grafica di copertina che però incontrò un modesto gradimento di pubblico.
Nel 2011 Kappa Edizioni pubblica L'Occhio della Mente di Andrea Baricordi, il primo manga-librogame ispirato a 3x3 Occhi di Yuzo Takada, e collegato al sistema del Gioco di Ruolo Ufficiale dei Manga pubblicato dallo stesso editore.
L'estate 2007 ha visto l'inizio di un tentativo di rivitalizzare il comparto librogame. La casa editrice EL ha ristampato infatti i primi tre volumi della serie Ninja. Inoltre, grazie alle nuove produzioni di Joe Dever, è uscita sul finire dello stesso anno un'edizione rivisitata del primo volume di Lupo Solitario, I Signori delle Tenebre, pubblicato in una nuova serie "expanded" e con 200 paragrafi in più rispetto all'edizione originale.

#### La rinascita dei librigame
Dal 2013, grazie alla ristampa di Lupo Solitario in formato Deluxe, ricominciano ad essere prodotti i librigame prima con adattamenti in italiano e poi con veri e propri nuovi volumi realizzati da autori della penisola che danno vita ad una nuova scuola che sfrutta le potenzialità del medium mescolando in maniera più efficace narrazione e gameplay, sperimentando mutevoli forme di narrazione e interazione con il lettore, che in alcuni casi mescolano prove reali ai fini di aumentare l'interazione con il lettore (es.: Il peso della Cultura, Il Vampiro e la Farfalla, Grafomante all'Arrembaggio).
Dal 2017 un'altra casa editrice, Edizioni Librarsi, si è attivata per riportare sul mercato italiano i librogame, pubblicando serie inedite come Terre leggendarie e Hellas Heroes, e ripubblicando serie storiche come Blood Sword (librogame multigiocatore) e Critical IF (romanzi a bivi). A questa casa editrice ne seguono altre: la Watson Edizioni, con romanzi incentrati su vicende legate al tardo 800, l'Acheron Book con romanzi fantasy/spaghetti fantasy, la Aristea con solo volumi di alta qualità e particolari e la Dracomaca che miscela l'aspetto ludico alla narrativa per elencare alcune delle più importanti dato che al 2022 se ne possono contare 47 attive sul mercato oltre alle produzioni in Print On Demand.

## Influenze
Alcuni videogiochi sono stati influenzati dalla struttura dei librogame. Un esempio sono i videogiochi d'avventura testuali controllati da un menù, nel quale lo schermo mostra un testo (eventualmente illustrato) e il giocatore sceglie l'azione successiva da un menù. In Giappone, il librogame diede origine alla sua trasposizione digitale in visual novel (ビジュアルノベル?, bijuaru noberu).
Alla fine degli anni ottanta un nuovo tipo di narrazione testuale non lineare, detta adventure, venne creata da Allen Firstenberg basandosi sul concetto delle storie round robin. Questa idea ha portato alla creazioni di grandi archivi sul web di storie potenzialmente interminabili in formato ipertestuale.

## Didattica
La progettazione di libri game è anche un utile strumento didattico che permette di sviluppare le abilità logiche e di scrittura degli allievi. Una volta decisa l'idea iniziale, per gestire i possibili sviluppi della storia, è utile disegnare un diagramma di flusso. Il libro può poi essere realizzato in modo tradizionale o come ipertesto multimediale.
Nel manuale Insegnare storia con le narrazioni interattive e libri gioco ad esempio viene spiegato come utilizzare questo medium all'interno della scuola secondaria di Primo Grado mentre nel manuale Costruire i libri-gioco. Come scriverli e utilizzarli per la didattica, la scrittura collettiva e il teatro interattivo è possibile comprendere gli usi trasversali dei libri-gioco a fini didattici.

## Serie pubblicate in italiano

### Librogame (EL)
La E. Elle ha pubblicato complessivamente 34 serie di librogame per 186 volumi. Ogni serie era caratterizzata da una fascetta colorata che la distingueva dalle altre.

### Garden Editoriale

#### Avventure infinite
Una serie fantasy di Rose Estes originariamente pubblicata nella serie Endless Quest della TSR
1. Rose Estes (1986), L'antro del terrore (Dungeon of Dread, 1982), Garden Editoriale.
2. Rose Estes (1987), La montagna degli specchi ( Mountain of Mirrors, 1982), Garden Editoriale.
3. Rose Estes (1987), Le colonne di Pentegarn (Pillars of Pentegarn, 1982), Garden Editoriale, tradotto da Giovanni Ingellis
4. Rose Estes (1987), Ritorno a Brookmere (Return to Brookmere, 1982), Garden Editoriale, tradotto da Fabrizio Luzzatti
5. Rose Estes (1987), La rivolta dei nani ( Revolt of the Dwarves, 1983), Garden Editoriale, tradotto da Fabrizio Luzzatti
6. Rose Estes (1987), I draghi d'arcobaleno (Revenge of the Rainbow Dragons, 1983), Garden Editoriale, tradotto da Alda Carrer

#### Super Eroi Marvel
Una serie ispirata alle gesta dei supereroi di comics americani, da noi pervenuta solo attraverso il primo e unico numero dell'Uomo Ragno e scritto da Jeff Grubb, tra l'altro edito come supplemento al numero 6 di Avventure infinite.
- Jeff Grubb (1988), Tenebre sulla città (City in Darkness, 1987), Garden Editoriale, tradotto da Fabrizio Luzzatti.

### Mondadori

#### Scegli la tua avventura
La Arnoldo Mondadori pubblicò la collana Scegli la tua avventura, composta fino al numero 32 da volumi tradotti della collana statunitense Choose Your Own Adventure. Racconti a bivi indirizzati a un pubblico molto giovane. A partire dal numero 33 fino al termine la collana pubblicò la traduzione dei volumi della collana Find Your Fate dedicati a Indiana Jones:
1. Edward Packard (1986). Sopravvivere in mare (Survival at Sea, 1982). ISBN 88-04-30068-X
2. R. A. Montgomery (1986). Oltre lo spazio (Space and Beyond, 1980). ISBN 88-04-30069-8
3. Edward Packard (1986). Nome in codice: Giona (Your Code Name is Jonah, 1980).
4. Edward Packard (1986). La caverna del tempo (The Cave of Time, 1979).
5. Douglas Terman (1987). In pallone sul Sahara (By Balloon to the Sahara, 1979).
6. Edward Packard (1987). Il mistero di Chimney Rock (The Mystery of Chimney Rock, 1980).
7. Edward Packard (1987). Chi ha ucciso Harlowe Trombey? (Who Killed Harlowe Thrombey?, 1981).
8. Edward Packard (1987). Il terzo pianeta da Altair (The Third Planet from Altair, 1979).
9. Richard Brightfield (1987). Il segreto delle piramidi (Secret of the Pyramids, 1983).
10. Edward Packard (1987). Il castello proibito (The Forbidden Castle, 1982).
11. R. A. Montgomery (1987). La casa del pericolo (House of Danger, 1982).
12. Edward Packard (1987). Dentro l'UFO 54-40 (Inside UFO 54-40, 1982). ISBN 8804304782
13. R. A. Montgomery (1987). L'abominevole uomo delle nevi (The Abominable Snowman, 1982).
14. R. A. Montgomery (1987). Prigioniero delle formiche (Prisoner of the Ant People, 1983).
15. Tony Koltz (1987). Vampiro express (Vampire Express, 1984).
16. Edward Packard (1987). Iperspazio (Hyperspace, 1983).
17. Edward Packard (1987). Sopravvivere in montagna (Mountain Survival, 1984).
18. Richard Brightfield (1987). La tana del drago (The Dragons' Den, 1984).
19. Jay Leibold (1987). Spia per George Washington (Spy for George Washington, 1985).
20. Julius Goodman (1987). Pattuglia spaziale (Space Patrol, 1983).
21. Jay Leibold (1987). Odissea nel Grand Canyon (Grand Canyon Odyssey, 1985).
22. Deborah Lerme Goodman (1987). Il trono di Giove (The Throne of Zeus, 1985).
23. Shannon Gilligan (1987). Il caso del re della seta (The Case of the Silk King, 1986).
24. Ron Jones (1987). Il sottomarino fantasma (The Phantom Submarine, 1983).
25. Robert Mountain (1987). Viaggio sotto il mare (Journey Under the Sea, 1977).
26. Edward Packard (1987). Sfida a Deadwood City (Deadwood City, 1978).
27. R. A. Montgomery (1987). La corsa senza fine (The Race Forever, 1983).
28. Edward Packard (1987). Ritorno alla caverna del tempo (Return to the Cave of Time, 1985).
29. R. A. Montgomery (1988). I gioielli perduti di Nabooti (The Lost Jewels of Nabooti, 1981).
30. Edward Packard (1988). Il Regno sotterraneo (Underground Kingdom, 1983).
31. Julius Goodman (1988). Terrore a High Ridge (The Horror of High Ridge, 1983).
32. Shannon Gilligan (1988). Il mistero di Ura Senke (The Mystery of Ura Senke, 1985).
33. Rose Estes (1988). Il tesoro di Saba (Indiana Jones and the Lost Treasure of Sheba, 1984).
34. Andrew Helfer (1988). La coppa del vampiro (Indiana Jones and the Cup of the Vampire, 1984).
35. Richard Wenk (1988). L'occhio delle Parche (Indiana Jones and the Eye of the Fates, 1984).
36. R. L. Stine (1988). I giganti della torre d'argento (Indiana Jones and the Giants of the Silver Tower, 1984 ).
37. R. L. Stine (1988). La muraglia urlante (Indiana Jones and the Ape Slaves of Howling Island, 1987 ).
38. R. L. Stine (1988). L'isola maledetta (Indiana Jones and the Curse of Horror Island, 1984).
39. H. William Stine, Megan Stine (1988). La maschera dell'elefante (Indiana Jones and the Mask of the Elephant, 1987).
40. Ellen Weiss (1988). Il tesoro di Gengis Khan (Indiana Jones and the Gold of Genghis Khan, 1985).
41. Richard Wenk (1988). La legione della morte (Indiana Jones and the Legion of Death, 1984).
42. H. William Stine, Megan Stine (1988). Il drago della vendetta (Indiana Jones and the Dragon of Vengeance, 1985).

#### Falcon
La collana Falcon è la traduzione dell'omonima serie statunitense, una serie di avventure incentrate su un agente speciale con abilità psioniche che dà la caccia a criminali viaggiando nel tempo.
1. Mark Smith, Jamie Thomson (1988). Il lord traditore (The Renegade Lord, 1985).
2. Mark Smith, Jamie Thomson (1988). Mechanon (Mechanon, 1985 ).
3. Mark Smith, Jamie Thomson (1988). La gabbia di Baal (The Rack of Baal, 1985).
4. Mark Smith, Jamie Thomson (1988). Naufragio nel tempo (Lost in Time, 1985).
5. Mark Smith, Jamie Thomson (1988). Il sole morente (The Dying Sun, 1986).
6. Mark Smith, Jamie Thomson (1988). Alla fine del tempo (At the End of Time, 1986).

Dal primo libro venne tratto il videogioco ufficiale Falcon: The Renegade Lord.

#### Tunnel & Troll
Traduzione del gioco di ruolo Tunnels & Trolls e di alcuni moduli di avventura in solitario:
1. Ken St. Andre (1988). Tunnel e Troll: il libro delle regole (The Tunnels and Trolls rule book). ISBN 88-04-30807-9.
2. Moskowitz, David Steven e Ken St. Andre (1988). L'amuleto dei Salkti/L'arena di Khazan (The amulet of the Salkti and Arena of Khazan). ISBN 88-04-30808-7.
3. James Steven Estvanki e Steven Marciniak (1988). Il castello d'Yvoire/Oltre la porta d'argento (Captif d'Yvoir and Beyond the Silvered pane). ISBN 88-04-30834-6.
4. Michael A. Stackpole (1988). La città del terrore (City of Terrors). ISBN 88-04-31552-0.
5. Ken St. Andre (1989). La cieca sorte/La trappola mortale (Naked doom and Deathtrap equalizer). ISBN 88-04-31555-5.
6. Roy Cram (1989). I signori del gioco di Kasar/Il bosco delle nebbie (Gamesmen of kasar and mistywood). ISBN 88-04-31967-4.
7. Wilson, James (1989). Una spada in vendita/La taverna del rospo blu (Sword for hire, blue frog tavern). ISBN 88-04-32002-8.

Nel 2017 uscì il videogioco ufficiale Tunnels & Trolls Adventures per dispositivi mobili, basato in parte sul gioco di ruolo e in parte sui librogame.

#### Galactic Foundation Games
Serie originale italiana, ambientata nel Ciclo della Fondazione di Isaac Asimov.
1. Leonardo Felician (1992). L'esodo su Terminus. ISBN 88-04-36094-1.
2. Leonardo Felician (1992). La conquista dei quattro regni. ISBN 88-04-36095-X.
3. Leonardo Felician (1992). L'ascesa dei mercanti. ISBN 88-04-36096-8.
4. Leonardo Felician (1992). La repubblica di Korell. ISBN 88-04-36097-6.
5. Leonardo Felician (1992). Il leone della XX flotta. ISBN 88-04-36098-4.
6. Leonardo Felician (1992). La successione di Cleon. ISBN 88-04-36311-8.
7. Leonardo Felician (1992). La minaccia del mutante. ISBN 88-04-36312-6.
8. Leonardo Felician (1992). La seconda fondazione. ISBN 88-04-36313-4.

### Giunti Marzocco

#### Fantastica game
Serie che inizialmente ha pubblicato librogame tratti da collane diverse e a partire dal numero 4 ha tradotto i librogame della serie Duel Master. Questi ultimi erano composti ognuna da due libri che dovevano essere giocati ognuno da un giocatore.
1. Peter Dennis (1992). Torri stregate (Ghostly Towers, 1990). Collana Ghost Adventure Games #1
2. Peter Stevenson (1992). Vola con Peter Pan (Peter's Revenge, 1987). Collana The Peter Pan Adventure Game #2
3. David Hill (1992). Caccia al drago (Dragonquest, 1987). ISBN 8809008138
4. Mark Smith, Jamie Thomson (1993). La sfida dei maghi (Challenge of the Magi, 1986). ISBN 8809008413. Coppia di libri. Collana Duel Master #1
5. Mark Smith, Jamie Thomson (1993). La valle insanguinata (Blood Valley, 1986). ISBN 8809009363. Coppia di libri Il cacciatore (The Hunter) e La Preda (The Quarry).
6. Mark Smith, Jamie Thomson (1993). Alla conquista del regno (The Shattered Realm, 1987). ISBN 8809008790. Coppia di libri Il Regno di Dorganath (The Kingdom of Dorganath) e Il Regno di Monsalayar (The Kingdom of Dorganath).
7. Mark Smith, Jamie Thomson (1993). Arena di morte (Arena of Death, 1987). ISBN 8809009371

Da La valle insanguinata venne tratto il videogioco ufficiale Blood Valley.

#### Fiaba game
Collana di librogame per bambini con grandi illustrazioni a colori.
1. Stefania Fabri (1991). Tu sei un mago.
2. Stefania Fabri (1991). Tu sei una maga.
3. Stefania Fabri (1991). Tu sei un principe.
4. Stefania Fabri (1991). Tu sei una principessa.
5. Stefania Fabri (1991). Tu sei il cavaliere delle fate.
6. Stefania Fabri (1994). Tu sei la fata dei folletti.
7. Stefania Fabri (1994). Tu sei il califfo del deserto.
8. Stefania Fabri (1994). Tu sei la regina delle oasi incantate.

#### Intrepida game
Librogame tratti dalla collana francese Aventures à construire.
1. Jean Sauvy (1992). Alla ricerca del tamburo magico: l'avventura di Osina (Osina à la recherche du tambour magique, 1989).
2. Anne Thiollier (1992). Il fantasma del padiglione del vuoto blu: l'avventura di Yang Min (Yang Min, le fantôme du pavillon du Vide Bleu, 1989).
3. Rukmini (1992). Appuntamento a Bombay: l'avventura di Mahil (Mahil, rendez-vous à Bombay, 1989).
4. Paul Thiès (1992). I dadi del destino: l'avventura di Amad (Amad, les dés du hasard, 1988).

### Qualitygame

#### I giochi del 2000
La collana I giochi del 2000 della Qualitygame include, oltre a giochi di ruolo e wargame, anche diversi libri gioco.
1. Andrea Angiolino (1995). Mitico!
2. Nicola Zotti (1995). Spartaco: La rivolta dei gladiatori
3. Beniamino Sidoti (1996). Groucho Marx contro Frankenstein, la mummia e il vampiro sulla nave pirata in mezzo alla tempesta
4. Domenico Di Giorgio (1996). Facchetti celo, Giubertoni manca!

#### Storia e dossier - Storiagame
Pubblicati come supplemento della rivista Storia e dossier.
1. Salvatore Baffo e Jacques Le Goff (1991). Il Mistero del Corvo d'Argento
2. Salvatore Baffo e Edda Bresciani (1992). Il Toro sul Nilo
3. Franco Cardini, Antonio Clemente, Salvatore Clemente (1993). Nome in Codice Assad

#### Tattica game
Traduzioni di librogame provenienti da collane diverse.
1. Keith Faulkner (1992). Rally (Rally, 1988). ISBN 88-09-00707-7.
2. Stephen Thraves (1992). Contro spionaggio (Suspects!, 1991). ISBN 88-09-00707-7.
3. Stephen Thraves (1992). Campionato (Tactics!, 1990). ISBN 88-09-00759-X.
4. Stephen Thraves (1992). Polizia (Police Files, 1988). ISBN 88-09-00760-3.
5. Stephen Thraves (1992). Volo segreto (The Secret Night Flyer Game, 1989). ISBN 88-09-00848-0.
6. Stephen Thraves (1993). Missione nei Caraibi (The Hidden Blueprints Game, 1989). ISBN 88-09-00870-7.

### Mursia

#### Gioca l'avventura - I fantastici 5
Traduzione delle collane Enid Blyton's Famous 5 Adventure Games e The Famous Five and You basate sulla serie televisiva La banda dei cinque.
1. Stephen Thraves (1988). La torre dei naufragi (The Wreckers' Tower Game, 1984).
2. Stephen Thraves (1988). La ferrovia dei fantasmi (The Haunted Railway Game, 1984).
3. Stephen Thraves (1988). L'isola del mistero (The Whispering Island Game, 1985).
4. Stephen Thraves (1988). Il lago misterioso (The Sinister Lake Game, 1985).
5. Stephen Thraves (1988). Il faro del tesoro (The Wailing Lighthouse Game, 1986).
6. Stephen Thraves (1988). L'aeroporto segreto (The Secret Airfield Game, 1986).
7. Stephen Thraves (1989).La montagna del drago (The Shuddering Mountain Game, 1988).
8. Stephen Thraves (1989). Lo scienziato scomparso (The Missing Scientist Game, 1989).
9. Mary Danby (1989). Caccia al tesoro (Search for Treasure!, 1987).
10. Mary Danby (1989). Una nuova avventura (Find Adventure!, 1987).
11. Mary Danby (1989). La bimba rapita (Run Away!, 1988).
12. Mary Danby (1990).La rocca del naufrago (Search for Smugglers!, 1988).
13. Mary Danby (1991). Prigionieri del labirinto (Take Off!, 1989).
14. Mary Danby (1993). Mistero sull'isola di Kirrin (Underground!, 1989).

### Kappa Edizioni
Nel 2011 Kappa Edizioni pubblica il primo librogame-manga ispirato ai miti dei triclopi di 3x3 Occhi di Yuzo Takada e basato sul sistema del Gioco di Ruolo Ufficiale dei Manga.

#### KappaGame
1. Andrea Baricordi & Mirko Pellicioni. L'Occhio della mente (2011)

### Edizioni Librarsi
Dal 2017 Edizioni Librarsi pubblica serie, nuove e storiche, di autori inglesi e italiani.

#### FantasyGame
1. Dave Morris & Jamie Thomson. Terre Leggendarie vol. 1, Il Regno Lacerato (2017)
2. Dave Morris & Jamie Thomson. Terre Leggendarie vol. 2, Città d'Oro e di Gloria (2018)
3. Dave Morris & Jamie Thomson. Terre Leggendarie vol. 3, Oltre il Mare di Sangue Oscuro (2019)
4. Dave Morris & Jamie Thomson. Terre Leggendarie vol. 4, Le Pianure di Tenebra Urlante (2020)
5. Dave Morris & Jamie Thomson. Terre Leggendarie vol. 5, La Corte dei Volti Nascosti (2021)
6. Dave Morris & Oliver Johnson. Blood Sword vol. 1, Il Labirinto di Krarth (2018)
7. Dave Morris & Oliver Johnson. Blood Sword vol. 2, Il Regno di Wyrd (2019)
8. Dave Morris & Oliver Johnson. Blood Sword vol. 3, L'Artiglio del Demone (2020)
9. Dave Morris & Oliver Johnson. Blood Sword vol. 4, Viaggio all'Inferno (2021)
10. Dave Morris. Critical IF vol. 1, Cuore di Ghiaccio (2019)
11. Francesco Di Lazzaro & Mauro Longo. Hellas Heroes vol. 1, Le Fatiche di Autolico (2018)
12. Francesco Di Lazzaro & Mauro Longo. Hellas Heroes vol. 2, L'Audace Colpo del Vello d'Oro (2019)
13. Antonio Costantini. Age of Vapor vol. 1, Alice Key e l'origine del mondo (2019)
14. Marc J Wilson. Dangerous Worlds vol. 1, Il Cuore Pulsante del Male (2020)
15. Juan Pablo Fernandez del Rio. La Confraternita (2020)

RealityGame
1. G&L. Il Presidente del Consiglio sei tu! (2020)
2. Marco Zamanni. La Luna del Raccolto (2021)

MiniGame
1. Dave Morris. MiniGame vol. 1, L'Isola delle Illusioni (2020)
2. Gianmario Marrelli & Elisa Pasquini. MiniGame vol. 2, Il Corriere di Camelot (2021)
3. Dave Morris. MiniGame vol.3, Oltre i Confini del Mondo (2021)